# Люлебургазское сражение
Люлебургазское сражение или Люлебургазско-Бунархисарская операция (болг. Люлебургаско-Бунархисарска операция) — сражение между войсками Болгарии и Османской империи во время Первой Балканской войны. Проходило с 28 октября по 2 ноября (15 - 20 октября по старому стилю) 1912 года в районе города Люлебургаз и стало самым кровопролитным сражением войны. В результате сражения болгарские войска под командованием генерал-лейтенанта Радко Димитриева нанесли тяжелое поражение османским войскам в Восточной Фракии, которые были вынуждены отступить к Константинополю.

## Развертывание сил
После поражения в сражении под Лозенградом, османские 1-й, 2-й, 3-й и 4-й корпуса отступили на юго-восток, где присоединились к 17-му и 18-му корпусам, дислоцировавшимся под Сараем. Двухдневную передышку, предоставленную болгарским войскам после окончания Лозенградской операции, османское командование использовало для перегруппировки своих сил. Имевшиеся шесть корпусов были переданы в состав Первой и Второй Восточных армий, которые занимали соответственно левый и правый фланги. Они были расположены на 30-километровом фронте по линии Люлебургаз — Бунархисар, по обоим концам которой проходили стратегически важные дороги Эдирне — Константинополь и Лозенград — Константинополь. 

## Ход операции
Бои 28 октября
28 октября линия обороны турецких войск была достигнута Третьей болгарской армией. В тот же день в бой были введены все три ее дивизии — 5-я Дунайская стрелковая дивизия (командир генерал-майор Павел Христов) на левом фланге у Бунархисара, 4-я Преславская стрелковая дивизия (командир генерал-майор Климент Бояджиев) в центре, у Караагача, и 6-й пехотная Бдинская дивизия (командующий генерал-майор Православ Тенев) на правом фланге, у Люлебургаза. К вечеру первого дня операции 6-й дивизии удалось захватить город Люлебургаз.
Бои 29 октября
29 октября болгарские войска возобновили попытки наступления, но встретили ожесточенное сопротивление. В течение дня части Первой армии вышли в район боевых действий, при этом 10-я стрелковая дивизия (командующий генерал-майор Стою Брадистилов) дислоцировалась на самом юго-западном краю фронта. Однако турки продолжали сопротивляться и даже предприняли ограниченные контратаки. Особенно критическое положение сложилось на участке 4-й дивизии, где в бой были вовлечены все резервы.
Бои 30 и 31 октября
30 и 31 октября с тяжелыми боями и значительными потерями 5-й и 4-й дивизиям удалось продвинуться на своем участке фронта примерно на 5 км. Во второй половине дня османские войска начали отступление, но болгарское командование приказало остановить наступление по линии Суджак - Конгара - Лулебургаз. 
Бои 1 - 2 ноября
1 ноября Первая армия на правом фланге также начала наступление, а 6-я дивизия совершила прорыв в районе Саткёй. В ночь на 2 ноября османские войска предприняли общее отступление, оставшееся незамеченным болгарским командованием. 

## Результаты
Несмотря на победу, болгарские войска потеряли связь с противником, и значительной части османских войск удалось отступить на укрепленные позиции у Чаталджи. Через две недели в Чаталджанской операции болгарское наступление было остановлено.